# Phanoxyla olivacea
Phanoxyla olivacea är en fjärilsart som beskrevs av Moore 1872. Phanoxyla olivacea ingår i släktet Phanoxyla och familjen svärmare. Inga underarter finns listade i Catalogue of Life.